# کافت (زیست‌شناسی)

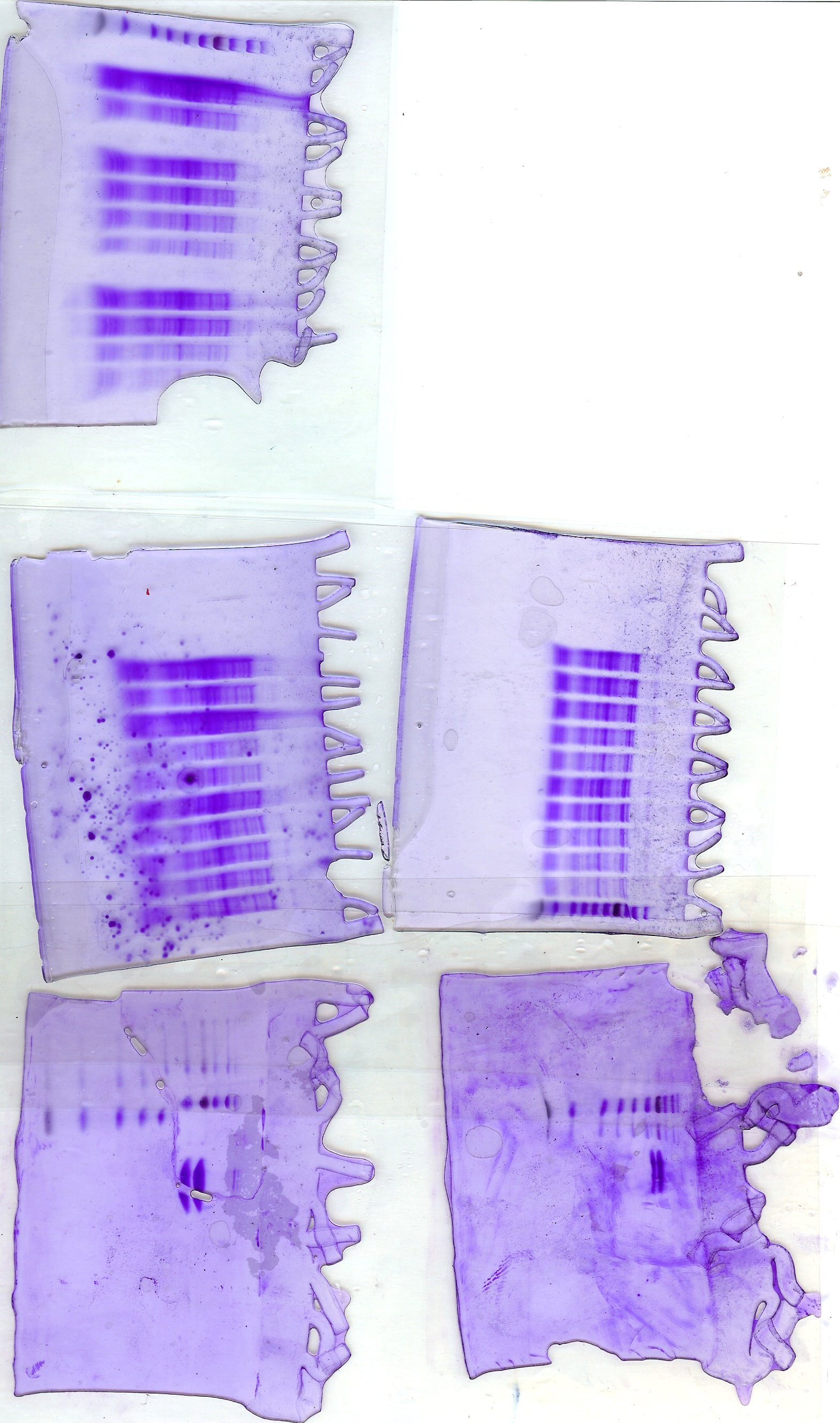
یک سلول درحال کافت (لیز)

کافتٰ (به انگلیسی: Lysis)، تخریب یک یاخته به‌دلیل ازمیان‌رفتن غشای بیرونی آن است. کافت ممکن است به‌وسیله ساز و کارهای ویروسی، آنزیمی یا اسمزی باشد. سیالی که دارای سلول‌های کافته باشد را لیزات می‌نامند.